# Jacques Savary (financier)
Pour les articles homonymes, voir Jacques Savary.
Jacques Savary, né en 1622 à Doué-la-Fontaine et mort en 1690 à Paris, est un négociant et financier français, connu pour être l’auteur d’un manuel sur le commerce, Le Parfait Négociant (1675), traduit en plusieurs langues.

## Biographie
Issu d’une branche cadette d’une famille noble, il naît le 22 septembre 1622 à Doué-la-Fontaine, de François Savary, marchand, et de Denise Guéniveau.
Destiné au commerce, il est mis en pension chez un procureur au Parlement, puis chez un notaire au Châtelet. Il fait ensuite son apprentissage pour le commerce, puis est reçu dans le corps des marchands-merciers et entreprend le négoce en gros. Ayant amassé une grande fortune, il abandonne le négoce en 1658 pour entrer dans des compagnies financières, où il perd une partie de la fortune que le commerce lui avait procurée, et devient fermier des domaines grâce à l’appui de Fouquet. Ayant perdu cette place à la chute de ce dernier, il réussit néanmoins à tirer son épingle du jeu et obtient la faveur du chancelier Séguier, qui le charge d’arbitrer de nombreuses questions commerciales. En 1670, Colbert le nomme au Conseil des réformes pour le commerce, et participe aux travaux qui aboutirent à la publication de l’ordonnance sur le commerce de 1673, ancêtre du code de commerce, et parfois dénommée en raison de l’importance de celui-ci dans sa rédaction, « Code Savary », à la suite de Pussort, président de cette commission, qui a coutume de l’appeler ainsi. Après la mort de Jean-Baptiste Colbert en 1683, le nouveau contrôleur général des finances Le Peletier le charge d’enquêter sur les affaires financières des terres de la Couronne occidentale.
Il est également chargé des affaires de la maison de Mantoue en France.
C'est principalement sur les sollicitations de Pussort qu’il se décide à publier ses travaux. Il compose, sur la base des nombreux mémoires qu’il a rédigés pour préparer l’ordonnance, Le Parfait Négociant, dont la première édition paraît en 1675. Cet ouvrage obtient un grand succès, acquiert une grande autorité et devient vite une référence en la matière. L'auteur en donne de son vivant plusieurs éditions avec des corrections et augmentations. L'ouvrage est contrefait en France et à l'étranger où il est traduit en anglais, néerlandais, allemand, italien. Il est plusieurs fois réimprimé (sa dernière édition est datée de 1800). En 1688, Savary publie ses Parères, 2e tome du Parfait négociant.
Il épouse Catherine Thomas, fille d'un riche bourgeois de Paris. Il a de sa femme dix-sept enfants, onze garçons et six filles, dont six sont morts en bas âge et onze qui lui survivent. Ce sont :
- Pierre Savary, avocat en Parlement ;
- Louis-Philémon Savary, chanoine de Saint-Maur, agent de la Maison de Mantoue ès son père, et qui en cette qualité est envoyé par le duc Ferdinand-Charles aux Conférences de Ryswick avec le marquis Bailliany[4] et le docteur San Mafféi ;
- Guillaume Savary, chanoine de Vernon et prieur de Saint-Just ;
- Jacques Savary des Brûlons, inspecteur général des douanes de Paris ;
- Jeanne-Catherine Savary, mariée à Charles le Long, docteur en médecine de la Faculté de Paris ;
- Philippe Savary, sieur de Ganches, inspecteur des Manufactures à Toulouse ;
- Claude Savary, sieur de Bosson, inspecteur de la part du Roy pour les Manufactures étrangères à Saint-Valery ;
- Catherine-Louise Savary, religieuse capucine ;
- Charles-Thomas Savary, sieur de la Cassebesniere, grand bailli de Bapaume ;
- Françoise-Marie Savary ;
- et enfin Camille Savary.

Jacques, auteur du Dictionnaire de commerce, et Louis-Philémon, qui continue le Dictionnaire après la mort de son frère, poursuivent l’œuvre de leur père.

## Œuvres
- [Savary 1675] Jacques Savary, Le Parfait négociant, ou Instruction générale pour ce qui regarde le commerce de toute sorte de marchandises, tant de France que des pays estrangers…, Paris, Louis Billaine, 1675, pièces liminaires, table, frontispice et planche : 324, sur gallica (lire en ligne).
  - 1697 [« première partie », 1697 (4e édition)]
  - 1701 [« première partie », 1701 (5e édition)]
  - 1712 [« première partie », 1712 (6e édition)]
  - 1726 [J. Savary, complété par J. Savary des Bruslons "son fils", t. 1, 1726 (8e édition)]

En 1688 Savary publie un second tome : Les Parères :
- [Savary 1688 (1713)] Jacques Savary, Les Parères, ou Avis et Conseils sur les plus importantes Matières de Commerce, Paris, éd. Michel Guignard & Claude Robustel, 1713, 788 p., sur books.google.fr (lire en ligne).

Le Parfait Négociant et Les Parères ont été réédités chez Droz en 2011 en 2 vol. (ill.) en français moderne, accompagnés d’une introduction de 150 pages et de 21 annexes.

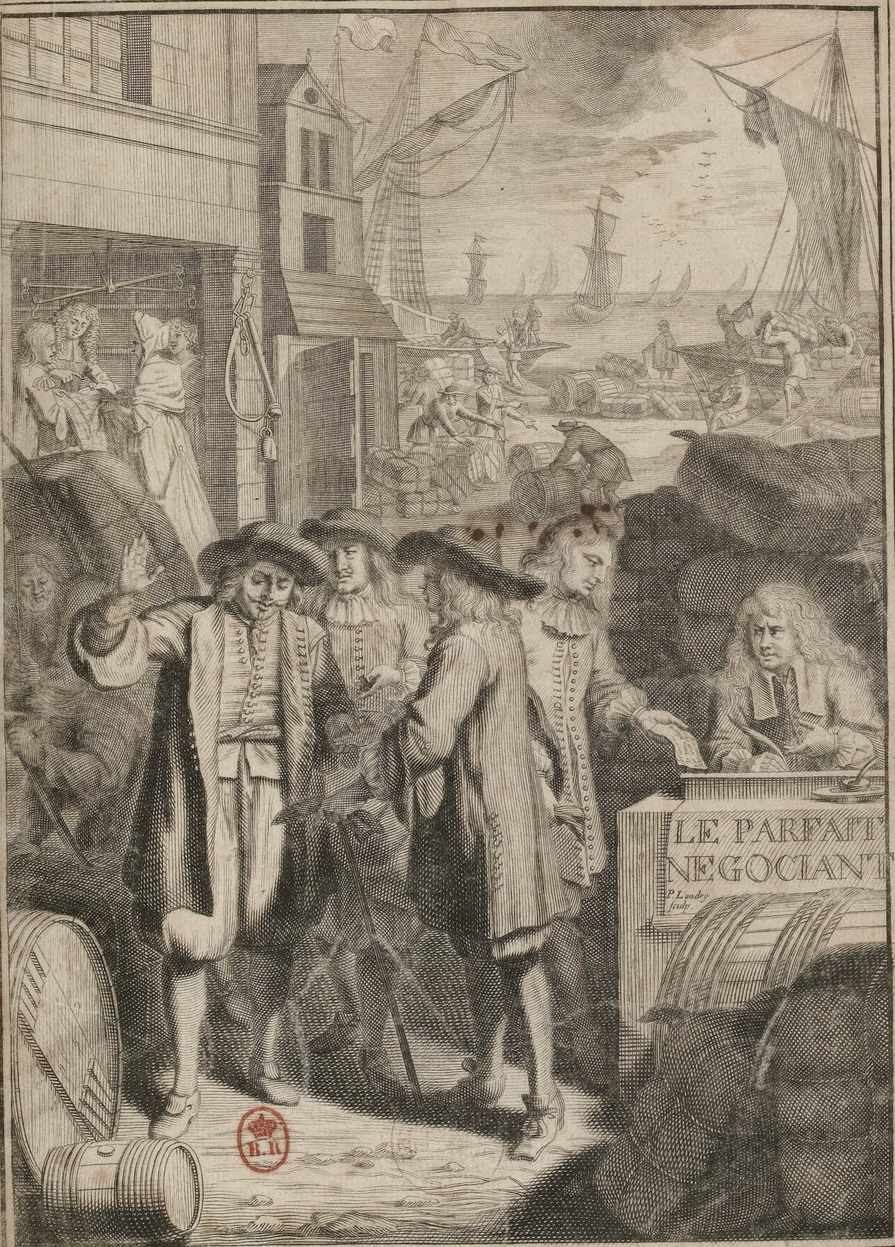
Frontispice du Parfait Negociant, 1675 (1re éd.)
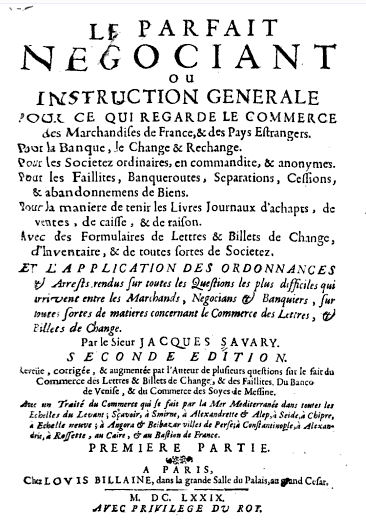
Page de titre du Parfait Négociant, 1679 (2e éd.).
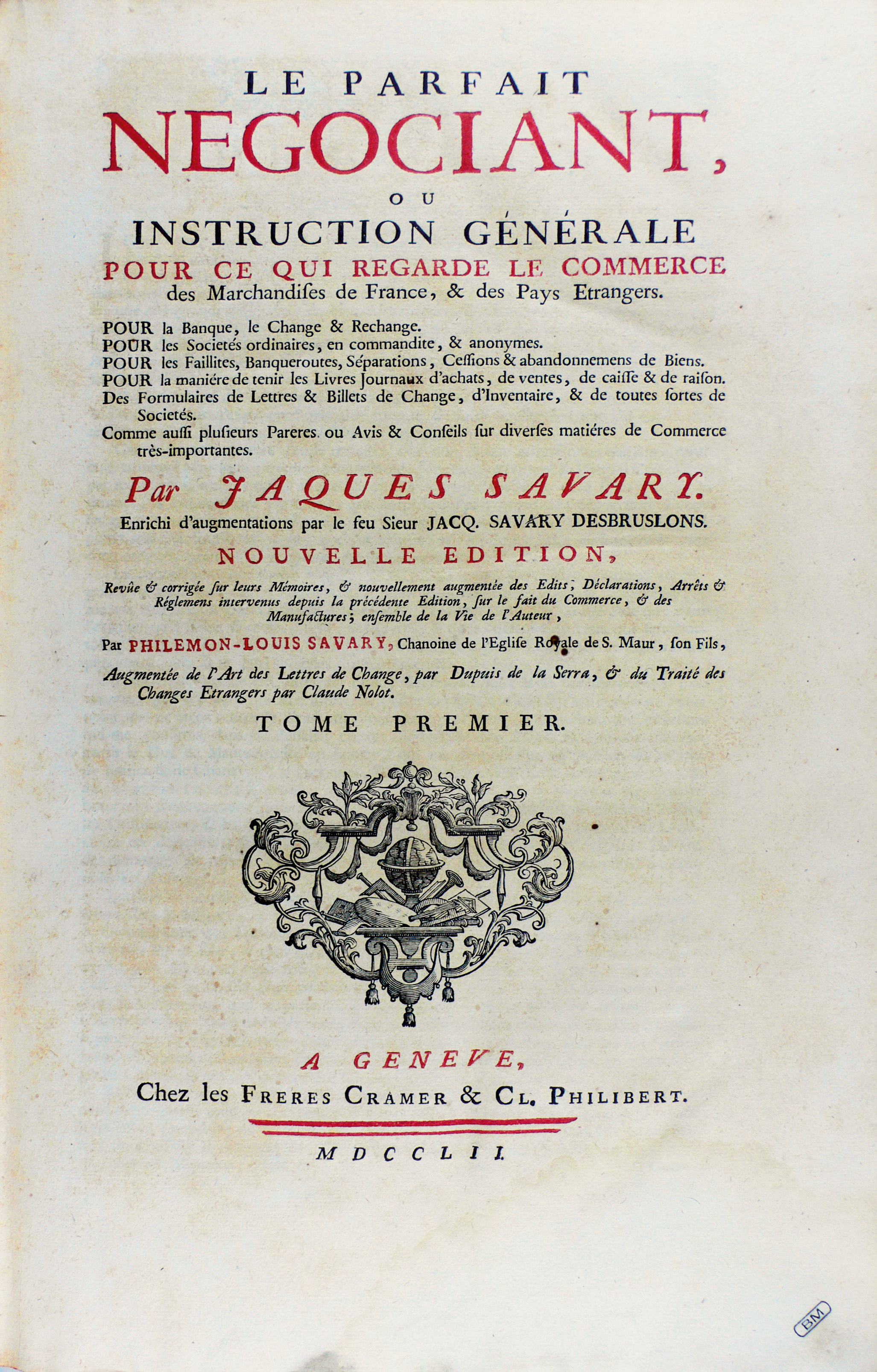
Le Parfait Négociant, édition de 1752.